# حمام قجر
- حمام قجر یکی از کهن‌ترین و بزرگ‌ترین گرمابه‌های قزوین است که در سال ۱۰۵۷ هجری قمری به وسیله امیر گونه خان قاجار قزوینی از سرداران شاه عباس صفوی به دستور شاه ساخته شده و نخست «حمام شاهی» نام داشته است.[۱] تاریخ بنای آن را «صحت عافیت» گفته‌اند که معادل ۱۰۵۷ است:

حمام قجر یکی از کهن‌ترین و بزرگ‌ترین گرمابه‌های قزوین است که در سال ۱۰۵۷ هجری قمری به وسیله امیر گونه خان قاجار قزوینی از سرداران شاه عباس صفوی به دستور شاه ساخته شده و نخست «حمام شاهی» نام داشته است.
چون یکی از درون برون آید…
«صحت عافیت» بود تاریخ
مساحت آن حدود ۱۰۴۵ متر مربع است.
حمام از سه بخش اصلی سربینه، میاندر و گرمخانه و همچنین از دو قسمت مجزا جداگانه زنانه و مردانه تشکیل شده است، در اصلی آن رو به جنوب باز می‌شود و با راه پله‌های مارپیچ به سربینه منتهی می‌گردد.
سربینه بزرگ گرمابه که حوض زیبایی در وسط آن قرار دارد شش شاه‌نشین و طاق نما را در پلانی هشت ضلعی با راهرویی به گرمخانه پیوند می‌دهد. این حمام در خیابان عبید زاکانی واقع است.

## موزه مردم‌شناسی
این اثر تاریخی در سال ۱۳۷۹ توسط میراث فرهنگی و گردشگری استان قزوین خریداری و با سرمایه‌گذاری شهرداری قزوین و مدیریت سازمان نوسازی و بهسازی مرمت شد و هم‌اکنون به عنوان موزه مردم‌شناسی در ۳ بخش اقوام، آداب و رسوم و مشاغل مورد بازدبد علاقه‌مندان قرار می‌گیرد.

## ثبت ملی
این اثر در تاریخ ۱۱ مرداد ۱۳۸۴ با شمارهٔ ثبت ۱۲۶۰۱ به‌عنوان یکی از آثار ملی ایران به ثبت رسیده است.

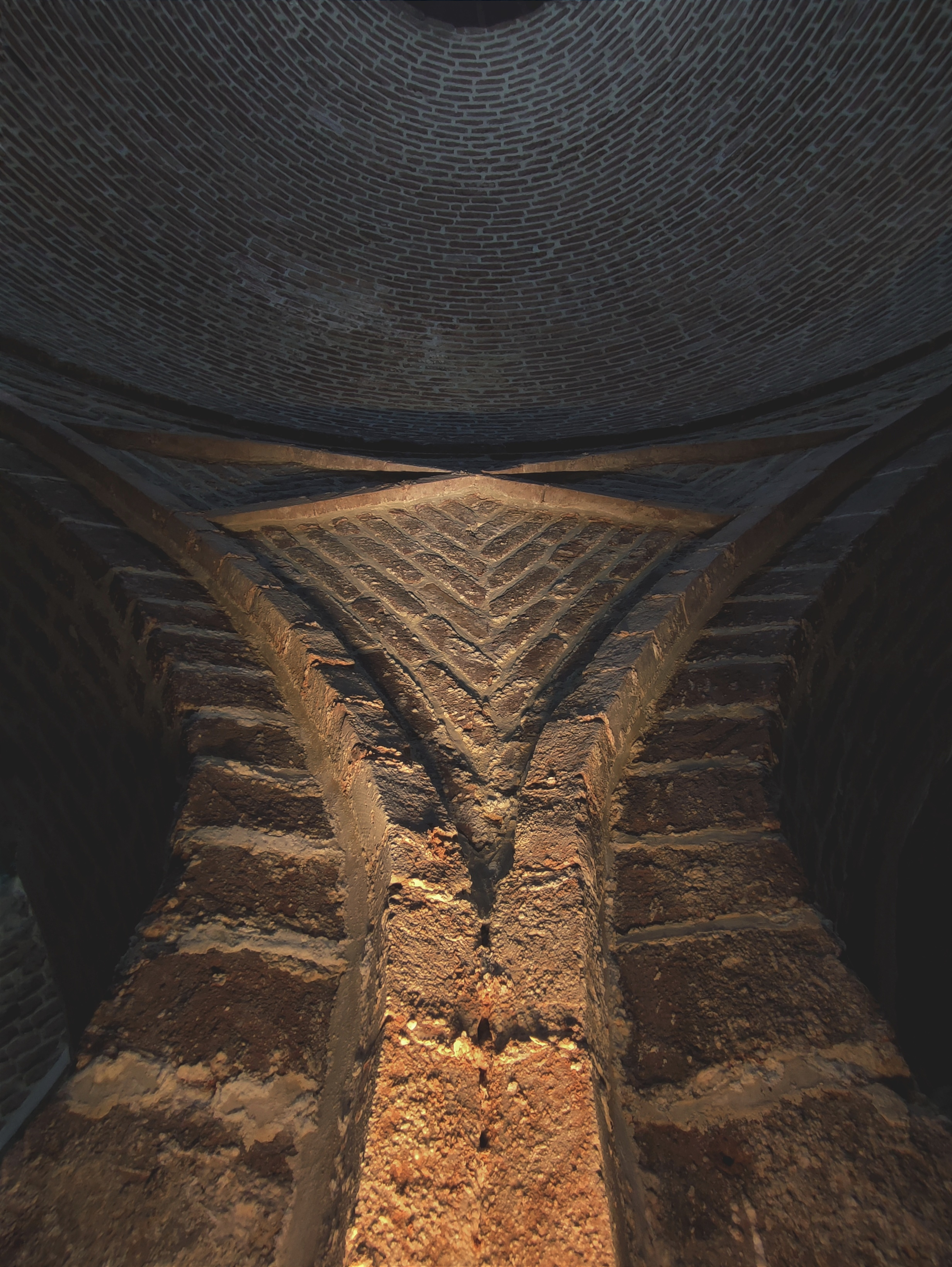
دیوار حمام قجر